# Championnat d'Islande de football 1961
Navigation
Saison précédente Saison suivante
La saison 1961 du Championnat d'Islande de football était la 50e édition de la première division islandaise. Les 6 clubs jouent les uns contre les autres lors de rencontres disputées en matchs aller et retour. Le stade de Melavöllur n'est plus utilisé à Reykjavik puisque le stade de Laugardalsvöllur inauguré en 1958 accueille toutes les rencontres à domicile des clubs de la capitale, Fram, Valur et le KR.
C'est le KR Reykjavik qui termine en tête du championnat et remporte le 17e titre de champion d'Islande de son histoire. Le club réalise même le premier doublé Coupe-championnat de l'histoire puisqu'il conserve la Coupe d'Islande remportée la saison précédente.
Le promu, ÍB Hafnarfjörður redescend dès la fin de la saison en 2. Deild et va se scinder en deux clubs distincts, le FH Hafnarfjörður et le Haukar Hafnarfjörður.

## Les 6 clubs participants
| \| ÍB Hafnarfjörður · Reykjavik : · Fram - Valur - KR IA Akranes ÍBA Akureyri \| Clubs participants |
| ÍB Hafnarfjörður · Reykjavik : · Fram - Valur - KR IA Akranes ÍBA Akureyri                          |

| Club             | Classement 1960 | Stade                | Ville         |
| ---------------- | --------------- | -------------------- | ------------- |
| ÍBA Akureyri     | 5               | Akureyrarvöllur      | Akureyri      |
| IA Akranes       | 2               | Akranesvöllur        | Akranes       |
| Fram Reykjavik   | 3               | Laugardalsvöllur     | Reykjavik     |
| ÍB Hafnarfjörður | 2. Deild        | Hvaleyrarholtsvöllur | Hafnarfjörður |
| KR Reykjavik     | 1               | Laugardalsvöllur     | Reykjavik     |
| Valur Reykjavik  | 4               | Laugardalsvöllur     | Reykjavik     |

## Compétition

### Classement
Le barème de points servant à établir le classement se décompose ainsi :
- Victoire : 2 points
- Match nul : 1 point
- Défaite : 0 point

| Rang | Équipe             | Pts | J  | G | N | P | Bp | Bc | Diff |
| ---- | ------------------ | --- | -- | - | - | - | -- | -- | ---- |
| 1    | KR Reykjavik C     | 17  | 10 | 8 | 1 | 1 | 35 | 11 | +24  |
| 2    | ÍA Akranes T       | 15  | 10 | 7 | 1 | 2 | 17 | 11 | +6   |
| 3    | Valur Reykjavik    | 12  | 10 | 5 | 2 | 3 | 18 | 13 | +5   |
| 4    | ÍBA Akureyri       | 9   | 10 | 4 | 1 | 5 | 23 | 23 | 0    |
| 5    | Fram Reykjavik     | 6   | 10 | 2 | 2 | 6 | 11 | 17 | -6   |
| 6    | ÍB Hafnarfjörður P | 1   | 10 | 0 | 1 | 9 | 5  | 34 | -29  |

|  | Champion d'Islande 1961 |
|  | Relégation en 2. Deild  |

### Matchs
| Résultats (▼dom., ►ext.)                                   | Fra | Aku | Akr | Haf | KR  | Val |
| Fram Reykjavik                                             |     | 1-6 | 1-2 | 3-0 | 0-0 | 1-1 |
| ÍBA Akureyri                                               | 2-1 |     | 0-1 | 6-1 | 0-5 | 0-1 |
| ÍA Akranes                                                 | 2-0 | 4-1 |     | 1-1 | 3-1 | 1-0 |
| ÍB Hafnarfjörður                                           | 1-4 | 1-3 | 0-2 |     | 1-2 | 0-2 |
| KR Reykjavik                                               | 2-0 | 6-3 | 4-0 | 7-0 |     | 3-2 |
| Valur Reykjavik                                            | 1-0 | 2-2 | 3-1 | 4-0 | 2-5 |     |
| - Victoire à domicile - Match nul - Victoire à l'extérieur |     |     |     |     |     |     |

## Bilan de la saison
| Tableau d'Honneur                 |              |
| Compétition                       | Vainqueur    |
| Championnat d'Islande de football | KR Reykjavik |
| Coupe d'Islande de football       | KR Reykjavik |

| Promotion et relégation |                  |
| Relégué en 2. Deild     | ÍB Hafnarfjörður |
| Promu en 1. Deild       | ÍB Isafjörður    |

## Meilleurs buteurs
| # | Buteurs               | Clubs           | Nb de Buts |
| - | --------------------- | --------------- | ---------- |
| 1 | Þórólfur Beck         | KR Reykjavik    | 16         |
| 2 | Björgvin Daníelsson   | Valur Reykjavik | 8          |
| 3 | Steingrímur Björnsson | ÍBA Akureyri    | 7          |
| 4 | Gunnar Felixson       | KR Reykjavik    | 6          |
| 4 | Ellert B. Schram      | KR Reykjavik    | 6          |
| 4 | Mathías Hjartarson    | Valur Reykjavik | 6          |
| 4 | Þórður Jónsson        | ÍA Akranes      | 6          |